# Zwemmen op de Olympische Zomerspelen 2000

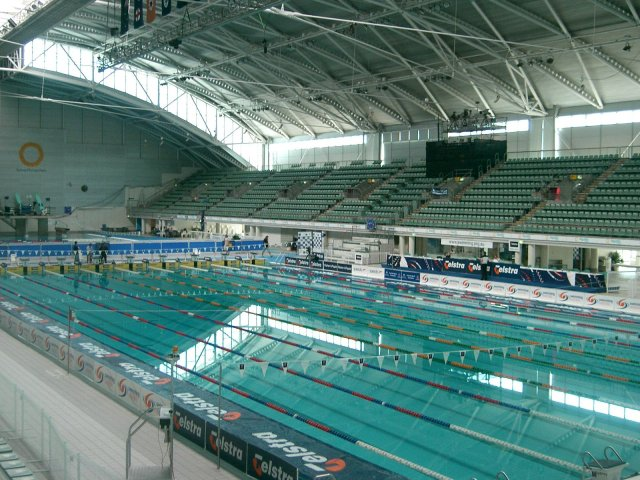
Olympisch Zwembad

Het Sydney International Aquatic Centre (17.500 zitplaatsen) was het toneel van het olympisch zwemtoernooi bij de Spelen van Sydney (2000). Het dagelijks uitverkochte toernooi duurde acht dagen, van zaterdag 16 september tot en met zaterdag 23 september 2000, en ging de boeken in als een van de succesvolste olympische zwemtoernooien ooit, getuige de in totaal vijftien wereld-, 38 olympische- en 75 continentale records. Pieter van den Hoogenband en Inge de Bruijn groeiden uit tot de smaakmakers van het evenement, met respectievelijk twee en drie gouden medailles.

## Mannen

### 50 m vrije slag
| rang  | sporter                   | land | tijd           |
| ----- | ------------------------- | ---- | -------------- |
| Goud  | Anthony Ervin             | USA  | 21,98          |
| Goud  | Gary Hall jr.             | USA  | 21,98          |
| Brons | Pieter van den Hoogenband | NED  | 22,03          |
| 4     | Lorenzo Vismara           | ITA  | 22,11          |
| 5     | Bartosz Kizierowski       | POL  | 22,22          |
| 6     | Aleksandr Popov           | RUS  | 22,24          |
| 7     | Mark Foster               | GBR  | 22,41          |
| 8     | Oleksandr Volynets        | UKR  | 22,51          |
|       |                           |      |                |
| 62    | Davy Blisslik             | ARU  | (series) 25,57 |

### 100 m vrije slag
| rang   | sporter                   | land | tijd  |
| ------ | ------------------------- | ---- | ----- |
| Goud   | Pieter van den Hoogenband | NED  | 48,30 |
| Zilver | Aleksandr Popov           | RUS  | 48,69 |
| Brons  | Gary Hall jr.             | USA  | 48,73 |
| 4      | Michael Klim              | AUS  | 48,74 |
| 5      | Neil Walker               | USA  | 49,09 |
| 6      | Lars Frölander            | SWE  | 49,22 |
| 7      | Denis Pimankov            | RUS  | 49,36 |
| 8      | Chris Fydler              | AUS  | 49,44 |

Pieter van den Hoogenband zwom een WR in de halve finales, tijd 47,84.

### 200 m vrije slag
| rang   | sporter                   | land | tijd       |
| ------ | ------------------------- | ---- | ---------- |
| Goud   | Pieter van den Hoogenband | NED  | WR 1.45,35 |
| Zilver | Ian Thorpe                | AUS  | 1.45,83    |
| Brons  | Massimiliano Rosolino     | ITA  | 1.46,65    |
| 4      | Josh Davis                | USA  | 1.46,73    |
| 5      | Paul Palmer               | GBR  | 1.47,95    |
| 6      | James Salter              | GBR  | 1.48,74    |
| 7      | Rick Say                  | CAN  | 1.48,76    |
| 8      | Grant Hackett             | AUS  | 1.49,46    |

Pieter van den Hoogenband zwom een WR in de halve finales, tijd 1.45,35.

### 400 m vrije slag
| rang   | sporter               | land | tijd       |
| ------ | --------------------- | ---- | ---------- |
| Goud   | Ian Thorpe            | AUS  | WR 3.40,59 |
| Zilver | Massimiliano Rosolino | ITA  | 3.43,40    |
| Brons  | Klete Keller          | USA  | 3.47,00    |
| 4      | Emiliano Brembilla    | ITA  | 3.47,01    |
| 5      | Dragoș Coman          | ROU  | 3.47,38    |
| 6      | Chad Carvin           | USA  | 3.47,58    |
| 7      | Grant Hackett         | AUS  | 3.48,22    |
| 8      | Ryk Neethling         | RSA  | 3.48,52    |

### 1500 m vrije slag
| rang   | sporter          | land | tijd     |
| ------ | ---------------- | ---- | -------- |
| Goud   | Grant Hackett    | AUS  | 14.48,33 |
| Zilver | Kieren Perkins   | AUS  | 14.53,59 |
| Brons  | Chris Thompson   | USA  | 14.56,81 |
| 4      | Aleksej Filipets | RUS  | 14.56,88 |
| 5      | Ryk Neethling    | RSA  | 15.00,48 |
| 6      | Erik Vendt       | USA  | 15.08,61 |
| 7      | Igor Tsjervynski | UKR  | 15.08,80 |
| 8      | Heiko Hell       | GER  | 15.19,87 |

### 100 m rugslag
| rang   | sporter             | land | tijd     |
| ------ | ------------------- | ---- | -------- |
| Goud   | Lenny Krayzelburg   | USA  | OR 53,72 |
| Zilver | Matt Welsh          | AUS  | 54,07    |
| Brons  | Stev Theloke        | GER  | 54,82    |
| 4      | Josh Watson         | AUS  | 55,01    |
| 5      | Bartosz Kizierowski | POL  | 55,04    |
| 6      | Neil Walker         | USA  | 55,14    |
| 7      | Steffen Driesen     | GER  | 55,27    |
| 8      | Eithan Urbach       | ISR  | 55,74    |

### 200 m rugslag
| rang   | sporter           | land | tijd       |
| ------ | ----------------- | ---- | ---------- |
| Goud   | Lenny Krayzelburg | USA  | OR 1.56,76 |
| Zilver | Aaron Peirsol     | USA  | 1.57,35    |
| Brons  | Matt Welsh        | AUS  | 1.57,59    |
| 4      | Örn Arnarson      | ISL  | 1.59,00    |
| 5      | Emanuele Merisi   | ITA  | 1.59,01    |
| 6      | Răzvan Florea     | ROU  | 1.59,05    |
| 7      | Rogério Romero    | BRA  | 1.59,27    |
| 8      | Gordan Kožulj     | CRO  | 1.59,38    |

### 100 m schoolslag
| rang   | sporter             | land | tijd       |
| ------ | ------------------- | ---- | ---------- |
| Goud   | Domenico Fioravanti | ITA  | OR 1.00,46 |
| Zilver | Ed Moses            | USA  | 1.00,73    |
| Brons  | Roman Sloednov      | RUS  | 1.00,91    |
| 4      | Kosuke Kitajima     | JPN  | 1.01,34    |
| 5      | Daniel Málek        | CZE  | 1.01,50    |
| 6      | Morgan Knabe        | CAN  | 1.01,58    |
| 7      | Brett Petersen      | RSA  | 1.01,63    |
| 8      | Remo Lütolf         | SUI  | 1.01,88    |

### 200 m schoolslag
| rang   | sporter             | land | tijd    |
| ------ | ------------------- | ---- | ------- |
| Goud   | Domenico Fioravanti | ITA  | 2.10,87 |
| Zilver | Terence Parkin      | RSA  | 2.12,50 |
| Brons  | Davide Rummolo      | ITA  | 2.12,73 |
| 4      | Regan Harrison      | AUS  | 2.12,88 |
| 5      | Daniel Málek        | CZE  | 2.13,20 |
| 6      | Kyle Salyards       | USA  | 2.13,27 |
| 7      | Yohann Bernard      | FRA  | 2.13,31 |
| 8      | Ryan Mitchell       | AUS  | 2.14,00 |

### 100 m vlinderslag
| rang   | sporter          | land | tijd  |
| ------ | ---------------- | ---- | ----- |
| Goud   | Lars Frölander   | SWE  | 52,00 |
| Zilver | Michael Klim     | AUS  | 52,18 |
| Brons  | Geoff Huegill    | AUS  | 52,22 |
| 4      | Ian Crocker      | USA  | 52,44 |
| 5      | Mike Mintenko    | CAN  | 52,58 |
| 5      | Takashi Yamamoto | JPN  | 52,58 |
| 7      | Thomas Rupprath  | GER  | 53,13 |
| 7      | Anatoli Poljakov | RUS  | 53,13 |

Geoff Huegill zwom een OR in de halve finales, tijd 51,96.

### 200 m vlinderslag
| rang   | sporter          | land | tijd       |
| ------ | ---------------- | ---- | ---------- |
| Goud   | Tom Malchow      | USA  | OR 1.55,35 |
| Zilver | Denys Sylantjev  | UKR  | 1.55,76    |
| Brons  | Justin Norris    | AUS  | 1.56,17    |
| 4      | Anatoli Poljakov | RUS  | 1.56,34    |
| 5      | Michael Phelps   | USA  | 1.56,50    |
| 6      | Stephen Parry    | GBR  | 1.57,01    |
| 7      | Denis Pankratov  | RUS  | 1.57,97    |
| 8      | Franck Esposito  | FRA  | 1.58,39    |

### 200 m wisselslag
| rang   | sporter               | land | tijd       |
| ------ | --------------------- | ---- | ---------- |
| Goud   | Massimiliano Rosolino | ITA  | OR 1.58,98 |
| Zilver | Tom Dolan             | USA  | 1.59,77    |
| Brons  | Tom Wilkens           | USA  | 2.00,87    |
| 4      | Attila Czene          | HUN  | 2.01,16    |
| 5      | Marcel Wouda          | NED  | 2.01,48    |
| 6      | Christian Keller      | GER  | 2.02,02    |
| 7      | Xavier Marchand       | FRA  | 2.02,23    |
| 8      | Jani Sievinen         | FIN  | 2.02,49    |

### 400 m wisselslag
| rang   | sporter           | land | tijd       |
| ------ | ----------------- | ---- | ---------- |
| Goud   | Tom Dolan         | USA  | WR 4.11,76 |
| Zilver | Erik Vendt        | USA  | 4.14,23    |
| Brons  | Curtis Myden      | CAN  | 4.15,33    |
| 4      | Alessio Boggiatto | ITA  | 4.15,93    |
| 5      | Terence Parkin    | RSA  | 4.16,92    |
| 6      | Justin Norris     | AUS  | 4.17,87    |
| 7      | Cezar Bădiţă      | ROU  | 4.20,91    |
| 8      | Shinya Taniguchi  | JPN  | 4.20,93    |

### 4x100 m vrije slag
| rang   | sporters                                                                           | land | tijd                    | totale tijd |
| ------ | ---------------------------------------------------------------------------------- | ---- | ----------------------- | ----------- |
| Goud   | Michael Klim Chris Fydler Ashley Callus Ian Thorpe Todd Pearson Adam Pine          | AUS  | 48,18 48,48 48,71 48,30 | WR 3.13,67  |
| Zilver | Anthony Ervin Neil Walker Jason Lezak Gary Hall jr. Scott Tucker Josh Davis        | USA  | 48,89 48,31 48,42 48,24 | 3.13,86     |
| Brons  | Fernando Scherer Gustavo Borges Carlos Jayme Edvaldo Valério                       | BRA  | 49,79 48,61 49,88 49,12 | 3.17,40     |
| 4      | Torsten Spanneberg Christian Tröger Stephan Kunzelmann Stefan Herbst Lars Conrad   | GER  | 49,63 49,06 50,20 48,88 | 3.17,77     |
| 5      | Lorenzo Vismara Klaus Lanzarini Massimiliano Rosolino Simone Cercato Mauro Gallo   | ITA  | 49,23 49,46 49,70 49,46 | 3.17,85     |
| 6      | Stefan Nystrand Lars Frölander Mattias Ohlin Johan Nyström Johan Wallberg          | SWE  | 50,06 48,12 49,99 51,43 | 3.19,60     |
| 7      | Frédérick Bousquet Romain Barnier Hugo Viart Nicolas Kintz                         | FRA  | 50,88 49,68 49,79 50,65 | 3.21,00     |
| —      | Andrej Kapralov Denis Pimankov Aleksandr Popov Dmitri Tsjernytsjev Leonid Chochlov | RUS  | 50,44 —                 | DQ          |

### 4x200 m vrije slag
| rang   | sporters                                                                                                 | land | tijd                            | totale tijd |
| ------ | --- | ---- | ------------------------------- | ----------- |
| Goud   | Ian Thorpe Michael Klim Todd Pearson Bill Kirby Grant Hackett Daniel Kowalski                            | AUS  | 1.46,03 1.46,40 1.47,36 1.47,26 | WR 7.07,05  |
| Zilver | Scott Goldblatt Josh Davis Jamie Rauch Klete Keller Chad Carvin Nate Dusing                              | USA  | 1.49,66 1.46,49 1.48,74 1.47,75 | 7.12,64     |
| Brons  | Martijn Zuijdweg Johan Kenkhuis Marcel Wouda Pieter van den Hoogenband Mark van der Zijden               | NED  | 1.49,89 1.49,37 1.48,56 1.44,88 | 7.12,70     |
| 4      | Andrea Beccari Matteo Pelliciari Emiliano Brembilla Massimiliano Rosolino Klaus Lanzarini Simone Cercato | ITA  | 1.49,67 1.48,41 1.48,92 1.45,91 | 7.12,91     |
| 5      | Edward Sinclair Paul Palmer Marc Spackman James Salter Andrew Clayton                                    | GBR  | 1.49,61 1.47,15 1.48,85 1.47,37 | 7.12,98     |
| 6      | Stefan Pohl Christian Keller Stefan Herbst Christian Tröger Heiko Hell Michael Kiedel                    | GER  | 1.50,83 1.50,01 1.49,05 1.50,30 | 7.20,19     |
| 7      | Mark Johnston Mike Mintenko Rick Say Yannick Lupien Brian Johns                                          | CAN  | 1.50,44 1.49,94 1.48,71 1.52,83 | 7.21,92     |
| 8      | Dmitri Tsjernytsjev Andrej Kapralov Sergej Lavrenov Aleksej Filipets Aleksej Jegorov                     | RUS  | 1.50,44 1.51,16 1.51,65 1.51,12 | 7.24,37     |

### 4x100 m wisselslag
| rang   | sporters                                                                                            | land | tijd                      | totale tijd |
| ------ | --------------------------------------------------------------------------------------------------- | ---- | ------------------------- | ----------- |
| Goud   | Lenny Krayzelburg Ed Moses Ian Crocker Gary Hall jr. Neil Walker Tommy Hannan Jason Lezak           | USA  | 53,87 59,84 52,10 49,72   | WR 3.33,73  |
| Zilver | Matt Welsh Regan Harrison Geoff Huegill Michael Klim Josh Watson Ryan Mitchell Adam Pine Ian Thorpe | AUS  | 54,29 1.01,48 51,33 48,17 | 3.35,27     |
| Brons  | Stev Theloke Jens Kruppa Thomas Rupprath Torsten Spanneberg                                         | GER  | 55,07 1.00,52 52,14 48,15 | 3.35,88     |
| 4      | Klaas-Erik Zwering Marcel Wouda Joris Keizer Pieter van den Hoogenband Mark Veens                   | NED  | 56,83 1.01,20 52,26 47,24 | 3.37,53     |
| 5      | Péter Horváth Károly Güttler Zsolt Gáspár Attila Zubor                                              | HUN  | 55,90 1.01,23 52,95 49,01 | 3.39,03     |
| 6      | Chris Renaud Morgan Knabe Mike Mintenko Craig Hutchison Shamek Pietucha Yannick Lupien              | CAN  | 55,66 1.01,23 52,66 50,33 | 3.39,88     |
| 7      | Simon Dufour Hugues Duboscq Franck Esposito Frédérick Bousquet                                      | FRA  | 55,67 1.01,69 52,80 49,86 | 3.40,02     |
| 8      | Neil Willey Darren Mew James Hickman Sion Brinn                                                     | GBR  | 56,49 1.01,76 52,53 49,41 | 3.40,19     |

## Vrouwen

### 50 m vrije slag
| rang   | sporter           | land | tijd           |
| ------ | ----------------- | ---- | -------------- |
| Goud   | Inge de Bruijn    | NED  | 24,32          |
| Zilver | Therese Alshammar | SWE  | 24,51          |
| Brons  | Dara Torres       | USA  | 24,63          |
| 4      | Amy Van Dyken     | USA  | 25,04          |
| 5      | Martina Moravcová | SVK  | 25,24          |
| 6      | Sandra Völker     | GER  | 25,27          |
| 7      | Alison Sheppard   | GBR  | 25,45          |
| 8      | Sumika Minamoto   | JPN  | 25,65          |
|        |                   |      |                |
| 62     | Roshendra Vrolijk | ARU  | (series) 29,31 |

Inge de Bruijn zwom een WR in de halve finales, tijd 24.13.

### 100 m vrije slag
| rang   | sporter           | land | tijd  |
| ------ | ----------------- | ---- | ----- |
| Goud   | Inge de Bruijn    | NED  | 53,83 |
| Zilver | Therese Alshammar | SWE  | 54,33 |
| Brons  | Dara Torres       | USA  | 54,43 |
| Brons  | Jenny Thompson    | USA  | 54,43 |
| 5      | Martina Moravcová | SVK  | 54,72 |
| 6      | Helene Muller     | RSA  | 55,19 |
| 7      | Sumika Minamoto   | JPN  | 55,53 |
| 8      | Wilma van Rijn    | NED  | 55,58 |

Inge de Bruijn zwom een WR in de halve finales, tijd 53,77.

### 200 m vrije slag
| rang   | sporter              | land | tijd    |
| ------ | -------------------- | ---- | ------- |
| Goud   | Susie O'Neill        | AUS  | 1.58,24 |
| Zilver | Martina Moravcová    | SVK  | 1.58,32 |
| Brons  | Claudia Poll         | CRC  | 1.58,81 |
| 4      | Nadezjda Tsjemezova  | RUS  | 1.58,86 |
| 4      | Kerstin Kielgaß      | GER  | 1.58,86 |
| 6      | Natalja Baranovskaja | BLR  | 1.59,28 |
| 7      | Camelia Potec        | ROU  | 1.59,46 |
| 8      | Wang Luna            | CHN  | 1.59,55 |

### 400 m vrije slag
| rang   | sporter             | land | tijd    |
| ------ | ------------------- | ---- | ------- |
| Goud   | Brooke Bennett      | USA  | 4.05,80 |
| Zilver | Diana Munz          | USA  | 4.07,07 |
| Brons  | Claudia Poll        | CRC  | 4.07,83 |
| 4      | Janelle Atkinson    | JAM  | 4.08,79 |
| 5      | Nadezjda Tsjemezova | RUS  | 4.10,37 |
| 6      | Hannah Stockbauer   | GER  | 4.10,38 |
| 7      | Carla Geurts        | NED  | 4.12,36 |
| 8      | Chen Hua            | CHN  | 4.13,11 |

### 800 m vrije slag
| rang   | sporter           | land | tijd       |
| ------ | ----------------- | ---- | ---------- |
| Goud   | Brooke Bennett    | USA  | OR 8.19,67 |
| Zilver | Jana Klotsjkova   | UKR  | 8.22,66    |
| Brons  | Kaitlin Sandeno   | USA  | 8.24,29    |
| 4      | Flavia Rigamonti  | SUI  | 8.25,91    |
| 5      | Hannah Stockbauer | GER  | 8.30,11    |
| 6      | Chen Hua          | CHN  | 8.30,58    |
| 7      | Jana Henke        | GER  | 8.31,97    |
| 8      | Sachiko Yamada    | JPN  | 8.37,39    |

### 100 m rugslag
| rang   | sporter            | land | tijd       |
| ------ | ------------------ | ---- | ---------- |
| Goud   | Diana Mocanu       | ROU  | OR 1.00,21 |
| Zilver | Mai Nakamura       | JPN  | 1.00,55    |
| Brons  | Nina Zjivanevskaja | ESP  | 1.00,89    |
| 4      | Roxana Maracineanu | FRA  | 1.01,10    |
| 5      | Noriko Inada       | JPN  | 1.01,14    |
| 6      | Barbara Bedford    | USA  | 1.01,47    |
| 7      | Dyana Calub        | AUS  | 1.01,61    |
| 8      | Louise Ørnstedt    | DEN  | 1.02,02    |

### 200 m rugslag
| rang   | sporter            | land | tijd    |
| ------ | ------------------ | ---- | ------- |
| Goud   | Diana Mocanu       | ROU  | 2.08,16 |
| Zilver | Roxana Maracineanu | FRA  | 2.10,25 |
| Brons  | Miki Nakao         | JPN  | 2.11,05 |
| 4      | Tomoko Hagiwara    | JPN  | 2.11,21 |
| 5      | Amanda Adkins      | USA  | 2.12,35 |
| 6      | Nina Zjivanevskaja | ESP  | 2.12,75 |
| 7      | Antje Buschschulte | GER  | 2.13,31 |
| 8      | Kelly Stefanyshyn  | CAN  | 2.14,57 |

### 100 m schoolslag
| rang   | sporter        | land | tijd    |
| ------ | -------------- | ---- | ------- |
| Goud   | Megan Quann    | USA  | 1.07,05 |
| Zilver | Leisel Jones   | AUS  | 1.07,49 |
| Brons  | Penelope Heyns | RSA  | 1.07,55 |
| 4      | Sarah Poewe    | RSA  | 1.07,85 |
| 5      | Ágnes Kovács   | HUN  | 1.08,09 |
| 6      | Masami Tanaka  | JPN  | 1.08,37 |
| 7      | Tarnee White   | AUS  | 1.09,09 |
| 8      | Sylvia Gerasch | GER  | 1.09,86 |

### 200 m schoolslag
| rang   | sporter        | land | tijd    |
| ------ | -------------- | ---- | ------- |
| Goud   | Ágnes Kovács   | HUN  | 2.24,35 |
| Zilver | Kristy Kowal   | USA  | 2.24,56 |
| Brons  | Amanda Beard   | USA  | 2.25,35 |
| 4      | Hui Qi         | CHN  | 2.25,36 |
| 5      | Olga Bakaldina | RUS  | 2.25,47 |
| 6      | Sarah Poewe    | RSA  | 2.25,72 |
| 7      | Masami Tanaka  | JPN  | 2.26,98 |
| 8      | Luo Xuejuan    | CHN  | 2.27,33 |

Ágnes Kovács zwom een OR in de halve finales, tijd 2.24,03.

### 100 m vlinderslag
| rang   | sporter           | land | tijd     |
| ------ | ----------------- | ---- | -------- |
| Goud   | Inge de Bruijn    | NED  | WR 56,61 |
| Zilver | Martina Moravcová | SVK  | 57,97    |
| Brons  | Dara Torres       | USA  | 58,20    |
| 4      | Petria Thomas     | AUS  | 58,49    |
| 5      | Jenny Thompson    | USA  | 58,73    |
| 6      | Junko Onishi      | JPN  | 59,13    |
| 7      | Susie O'Neill     | AUS  | 59,27    |
| 8      | Diana Mocanu      | ROU  | 59,43    |

### 200 m vlinderslag
| rang   | sporter            | land | tijd       |
| ------ | ------------------ | ---- | ---------- |
| Goud   | Misty Hyman        | USA  | OR 2.05,88 |
| Zilver | Susie O'Neill      | AUS  | 2.06,58    |
| Brons  | Petria Thomas      | AUS  | 2.07,12    |
| 4      | Mette Jacobsen     | DEN  | 2.08,24    |
| 5      | Otylia Jędrzejczak | POL  | 2.08,48    |
| 6      | Kaitlin Sandeno    | USA  | 2.08,81    |
| 7      | Yuko Nakanishi     | JPN  | 2.09,66    |
| 8      | Maki Mita          | JPN  | 2.10,72    |

### 200 m wisselslag
| rang   | sporter           | land | tijd       |
| ------ | ----------------- | ---- | ---------- |
| Goud   | Jana Klotsjkova   | UKR  | OR 2.10,68 |
| Zilver | Beatrice Căslaru  | ROU  | 2.12,57    |
| Brons  | Cristina Teuscher | USA  | 2.13,32    |
| 4      | Marianne Limpert  | CAN  | 2.13,44    |
| 5      | Joanne Malar      | CAN  | 2.13,70    |
| 6      | Oksana Verevka    | RUS  | 2.13,88    |
| 7      | Gabrielle Rose    | USA  | 2.14,82    |
| 8      | Tomoko Hagiwara   | JPN  | 2.15,64    |

### 400 m wisselslag
| rang   | sporter          | land | tijd       |
| ------ | ---------------- | ---- | ---------- |
| Goud   | Jana Klotsjkova  | UKR  | WR 4.33,59 |
| Zilver | Yasuko Tajima    | JPN  | 4.35,96    |
| Brons  | Beatrice Căslaru | ROU  | 4.37,18    |
| 4      | Kaitlin Sandeno  | USA  | 4.41,03    |
| 5      | Nicole Hetzer    | GER  | 4.43,56    |
| 6      | Maddy Crippen    | USA  | 4.44,63    |
| 7      | Joanne Malar     | CAN  | 4.45,17    |
| 8      | Jennifer Reilly  | AUS  | 4.45,99    |

### 4x100 m vrije slag
| rang   | sporters | land | tijd                    | totale tijd |
| ------ | --- | ---- | ----------------------- | ----------- |
| Goud   | Amy Van Dyken Dara Torres Courtney Shealy Jenny Thompson Ashley Tappin Erin Phenix                                    | USA  | 55,08 53,51 54,40 53,62 | WR 3.36,61  |
| Zilver | Manon van Rooijen Wilma van Rijn Thamar Henneken Inge de Bruijn Chantal Groot                                         | NED  | 56,35 55,19 54,88 53,41 | 3.39,83     |
| Brons  | Louise Jöhncke Therese Alshammar Johanna Sjöberg Anna-Karin Kammerling Josefin Lillhage Malin Svahnström              | SWE  | 55,93 53,78 55,06 55,53 | 3.40,30     |
| 4      | Antje Buschschulte Katrin Meißner Franziska van Almsick Sandra Völker Britta Steffen Daniela Samulski Kerstin Kielgaß | GER  | 55,67 54,92 55,02 54,70 | 3.40,31     |
| 5      | Karen Pickering Alison Sheppard Rosalind Brett Sue Rolph                                                              | GBR  | 56,01 54,95 54,92 54,66 | 3.40,54     |
| 6      | Susie O'Neill Sarah Ryan Elka Graham Giaan Rooney Mel Dodd                                                            | AUS  | 54,79 54,80 55,57 55,75 | 3.40,91     |
| 7      | Marianne Limpert Shannon Shakespeare Laura Nicholls Jessica Deglau                                                    | CAN  | 56,32 55,10 55,30 56,20 | 3.42,92     |
| 8      | Cecilia Vianini Luisa Striani Sara Parise Cristina Chiuso                                                             | ITA  | 59,96 56,22 55,88 56,43 | 3.44,49     |

### 4x200 m vrije slag
| rang   | sporters                                                                                            | land | tijd                            | totale tijd |
| ------ | --------------------------------------------------------------------------------------------------- | ---- | ------------------------------- | ----------- |
| Goud   | Samantha Arsenault Diana Munz Lindsay Benko Jenny Thompson Julia Stowers Kim Black                  | USA  | 1.59,92 1.59,19 1.59,34 1.59,35 | OR 7.57,80  |
| Zilver | Susie O'Neill Giaan Rooney Kirsten Thomson Petria Thomas Elka Graham Jacinta van Lint               | AUS  | 1.58,70 1.59,37 2.00,13 2.00,32 | 7.58,52     |
| Brons  | Franziska van Almsick Antje Buschschulte Sara Harstick Kerstin Kielgaß Britta Steffen Meike Freitag | GER  | 1.59,51 2.00,35 2.00,88 1.57,90 | 7.58,64     |
| 4      | Camelia Potec Simona Păduraru Ioana Diaconescu Beatrice Căslaru Carmen Herea                        | ROU  | 1.59,10 2.01,52 2.01,47 1.59,54 | 8.01,63     |
| 5      | Marianne Limpert Shannon Shakespeare Joanne Malar Jessica Deglau Katie Brambley Jen Button          | CAN  | 1.59,85 2.01,78 2.00,50 2.00,52 | 8.02,65     |
| 6      | Nicola Jackson Karen Legg Janine Belton Karen Pickering Claire Huddart                              | GBR  | 2.00,56 2.01,55 2.00,79         | 8.03,69     |
| 7      | Sara Parise Cecilia Vianini Luisa Striani Sara Goffi                                                | ITA  | 2.00,55 1.59,46 2.01,47 2.03,20 | 8.04,68     |
| 8      | Solenne Figuès Laetitia Choux Katarin Quelennec Alicia Bozon                                        | FRA  | 1.59,67 2.01,86 2.03,19 2.01,27 | 8.05,99     |

### 4x100 m wisselslag
| rang   | sporters | land | tijd                          | totale tijd |
| ------ | --- | ---- | ----------------------------- | ----------- |
| Goud   | Barbara Bedford Megan Quann Jenny Thompson Dara Torres Courtney Shealy Staciana Stitts Ashley Tappin Amy Van Dyken | USA  | 1.01,39 1.06,29 57,25 53,37   | WR 3.58,30  |
| Zilver | Dyana Calub Leisel Jones Petria Thomas Susie O'Neill Giaan Rooney Tarnee White Sarah Ryan                          | AUS  | 1.01,83 1.08,08 57,39 54,29   | 4.01,59     |
| Brons  | Mai Nakamura Masami Tanaka Junko Onishi Sumika Minamoto                                                            | JPN  | 1.02,08 1.08,65 58,72 54,71   | 4.04,16     |
| 4      | Antje Buschschulte Sylvia Gerasch Franziska van Almsick Katrin Meißner                                             | GER  | 1.02,05 1.08,57 59,67 54,04   | 4.04,33     |
| 5      | Charlene Wittstock Sarah Poewe Mandy Loots Helene Muller                                                           | RSA  | 1.02,74 1.07,83 59,51 54,77   | 4.05,15     |
| 6      | Kelly Stefanyshyn Christin Petelski Jen Button Marianne Limpert Michelle Lischinsky Laura Nicholls                 | CAN  | 1.02,73 1.09,14 1.00,13 55,55 | 4.07,55     |
| 7      | Katy Sexton Heidi Earp Sue Rolph Karen Pickering                                                                   | GBR  | 1.02,05 1.10,25 1.00,05 55,26 | 4.07,61     |
| 8      | Zhan Shu Qi Hui Liu Limin Han Xue                                                                                  | CHN  | 1.02,70 1.09,40 59,33 56,40   | 4.07,83     |

## Medaillespiegel
| Plaats | Land             | NOC    | Goud | Zilver | Brons | Totaal |
| ------ | ---------------- | ------ | ---- | ------ | ----- | ------ |
| 1      | Verenigde Staten | USA    | 14   | 8      | 11    | 33     |
| 2      | Australië        | AUS    | 5    | 9      | 4     | 18     |
| 3      | Nederland        | NED    | 5    | 1      | 2     | 8      |
| 4      | Italië           | ITA    | 3    | 1      | 2     | 6      |
| 5      | Oekraïne         | UKR    | 2    | 2      | 0     | 4      |
| 6      | Roemenië         | ROU    | 2    | 1      | 1     | 4      |
| 7      | Zweden           | SWE    | 1    | 2      | 1     | 4      |
| 8      | Hongarije        | HUN    | 1    | 0      | 0     | 1      |
| 9      | Japan            | JPN    | 0    | 2      | 2     | 4      |
| 10     | Slowakije        | SVK    | 0    | 2      | 0     | 2      |
| 11     | Rusland          | RUS    | 0    | 1      | 1     | 2      |
| 11     | Zuid-Afrika      | RSA    | 0    | 1      | 1     | 2      |
| 13     | Frankrijk        | FRA    | 0    | 1      | 0     | 1      |
| 14     | Duitsland        | GER    | 0    | 0      | 3     | 3      |
| 15     | Costa Rica       | CRC    | 0    | 0      | 2     | 2      |
| 16     | Brazilië         | BRA    | 0    | 0      | 1     | 1      |
| 16     | Canada           | CAN    | 0    | 0      | 1     | 1      |
| 16     | Spanje           | ESP    | 0    | 0      | 1     | 1      |
| Totaal | Totaal           | Totaal | 33   | 31     | 33    | 97     |

Athene 1896 · 
Parijs 1900 · 
St. Louis 1904 · 
Londen 1908 · 
Stockholm 1912 · 
Antwerpen 1920 · 
Parijs 1924 · 
Amsterdam 1928 · 
Los Angeles 1932 · 
Berlijn 1936 · 
Londen 1948 · 
Helsinki 1952 · 
Melbourne 1956 · 
Rome 1960 · 
Tokio 1964 · 
Mexico-stad 1968 · 
München 1972 · 
Montréal 1976 · 
Moskou 1980 · 
Los Angeles 1984 · 
Seoel 1988 · 
Barcelona 1992 · 
Atlanta 1996 · 
Sydney 2000 · 
Athene 2004 · 
Peking 2008 · 
Londen 2012 · 
Rio de Janeiro 2016 ·
Tokio 2020 ·
Parijs 2024 ·
Los Angeles 2028 
Medaillewinnaars · Olympische records
Atletiek · Badminton · Basketbal · Boksen · Boogschieten · Gewichtheffen · Gymnastiek · Handbal · Hockey · Honkbal · Judo · Kanovaren · Moderne vijfkamp · Paardensport · Roeien · Schermen · Schietsport · Schoonspringen · Softbal · Synchroonzwemmen · Taekwondo · Tafeltennis · Tennis · Triatlon · Voetbal · Volleybal · Waterpolo · Wielersport · Worstelen · Zeilen · Zwemmen